# 天主教安比加布尔教区
天主教安比加布爾教區 （拉丁語：Dioecesis Ambikapurensis）是印度一個羅馬天主教教區，屬賴布爾總教區。
教區的前身賴格爾-安比加布爾教區成立於1951年12月13日，1977年11月10日分為兩個教區。
教區位於恰蒂斯加爾邦北部。2012年有教友83,781人（佔轄區總人口3.1%）、五十一個堂區、140名司鐸。現任教區主教為帕特拉斯‧明傑。